# Francisco Rodrigo da Silva Veludo
Francisco Rodrigo da Silva Veludo ou Xico Veludo est un gardien international angolais de rink hockey. Il évolue, en 2015, au sein du HC Os Tigres.

## Palmarès
En 2015, il participe au championnat du monde de rink hockey en France.